# Янгильдино (Красночетайский район)
Янги́льдино (чув. Енкӗлт) — деревня в Красночетайском районе Чувашской Республики. Входит в состав Красночетайского сельского поселения.

## География
Находится в северо-западной части Чувашии у восточной границы районного центра села Красные Четаи.

## История
Известна с 1869 года, когда здесь было учтено 362 жителя. В 1897 году было учтено 89 дворов и 551 житель, в 1926—145 дворов и 714 жителей, в 1939—723 человека, в 1979—555. В 2002 году было 246 дворов, в 2010—147 домохозяйств. В 1929 году был образован колхоз «Красный Мак», в 2010 действовал СХПК «Сура».

## Население
| 2010 | 2012 |
| ---- | ---- |
| 381  | ↗507 |

### Национальный состав
Согласно результатам переписи 2002 года, в национальной структуре населения чуваши составляли 97 % из 539 чел.